# Siriho
Siriho  est une localité du centre de la Côte d'Ivoire et appartenant au département de Mankono, Région du Worodougou. La localité de Siriho est un chef-lieu de commune. 
Les habitants de Siriho sont tous des Bamba. à l'origine. Avec les Sangaré vagues successives de migrations des Malinkés consécutives aux déclins des empires de la boucle du niger, d'autres peuples se sont mêlés aux Srons de Siriho et aujourd'hui, on y trouve des Sangaré, des Koné et des Diakité. Depuis les années 1990, des colonies de sénoufos venus du nord sont installés à siriho pour y exercer principalement la culture du coton, le riz et le maïs